# موریس بژار
موریس بژار (به فرانسوی: Maurice Béjart)‏ (۱ ژانویهٔ ۱۹۲۷ در مارسی – ۲۲ نوامبر ۲۰۰۷ در لوزان) رقصندهٔ ممتاز، رقص‌پرداز و رهبر بسیار معروف گروه‌های متعدد رقص و باله اهل فرانسه بود که به تابعیت کشور سوئیس درآمد. او در طی دهه‌های مداوم فعالیت، مؤسس گروه‌های گوناگون رقص و باله بود. نام اصلی او «موریس ژان برژر» بود. از سال ۱۹۹۴ تا هنگام درگذشتش عضو فرهنگستان هنرهای زیبای فرانسه بود. موریس بژار برای بزرگداشت مولیر، نام مستعار خانوادگی آرماند بژار، همسر مولیر را برای خود برگزید. او در دانشگاه به تحصیل در رشتهٔ فلسفه پرداخت و در این زمینه مدرک لیسانس خود را اخذ کرد.

## زندگی
پدرش فیلسوف فرانسوی گاستن برجر بود. او در سن ۷ سالگی مادرش را از دست داد. موریس بژار به دستور پزشک برای تقویت خود به کلاس رقص رفت، در حالیکه آرزو داشت روزی گاو باز شود. در سن ۱۴ سالگی وارد اپرای پاریس شد؛ و در کنار ژانین شارا و ایوت شویره و از سال ۱۹۴۸ در کنار رولان پتی به فراگیری رقص پرداخت. در سال ۱۹۵۱ با همکاری بریژیت کولبرگ اولین رقص خود به نام «ناشناس» در استکهلم را به نمایش درآورد سپس «پرنده آتشین» را تهیه کرد.
بژار در سال ۱۹۵۳ نخستین گروه باله خود بنام «باله ستاره» را در فرانسه تشکیل داد. سپس با همان گروه، سمفونی برای یک مرد تنها را بر روی موسیقی پیر هنری و پیر شفر اجرا کرد. این باله توجه منتقدین هنری را به خود جلب نمود؛ و این در حالی بود که در آن زمان توجه زیادی به موسیقی ملموس و عینی ، نمی‌شد.
بژار در سال ۱۹۵۹ به بروکسل پایتخت بلژیک رفت؛ و ۲۷ سال در آنجا اقامت نمود. وی در آنجا با موریس اویسمن مدیر تئاتر رویال مونه قراردادی برای طرح باله روی موسیقی «پرستش بهار» از استراوینسکی بست. این باله با موفقیت زیادی روبرو شد و باعث تشکیل دومین و معروفترین سازمان باله او، بنام کمپانی باله «قرن بیستم» شد.
در اواخر دهه ۱۹۶۰ و در اوان دهه ۱۹۷۰ کمک‌های بسیار مهمی در بهبود رپرتوار سازمان باله ملی ایران نمود. او همچنین با پشتیبانی فرح پهلوی در تالار رودکی در تهران برنامه‌هایی را به اجرا درآورد.بژار دو باله جدید در ایران با همکاری استاد جلال ذوالفنون رقصپردازی و اجرا کرد که در جشن هنر شیراز در سال ۱۹۷۳ در تخت جمشید به اجرا درآمد. اولین باله به نام «گلستان» بود که از اثر سعدی الهام گرفت و دیگری «فرح» نام گرفت که بزرگداشتی از فرح پهلوی بود.
موریس بژار، در دهمین جشن هنر شیراز هم شرکت داشت.